# Hexatoma magistra
Hexatoma magistra är en tvåvingeart som beskrevs av Alexander 1942. Hexatoma magistra ingår i släktet Hexatoma och familjen småharkrankar.
Artens utbredningsområde är Ecuador. Inga underarter finns listade i Catalogue of Life.